# Mladen Markač
Mladen Markač (Đurđevac, 8. svibnja 1955.) bivši je zapovjednik specijalnih redarstvenih jedinica MUP-a Republike Hrvatske u vrijeme Domovinskog rata. Bivši je državni reprezentativac u džudu, hrvač i lovac.

## Životopis
Rodio se u Đurđevcu, u kojemu je završio osnovnu školu. U Zagrebu je pohađao srednju školu. Za školovanja u Zagrebu počeo se baviti športom. Osobito se je zanimao za borilačke vještine, zbog čega je poslije srednje škole upisao Kineziološki fakultet, ondašnji DIF. 

### Športska karijera
Usporedno sa studijem trenirao je džudo u AJK Mladost. Trenirao je zajedno s državnim reprezentativcima Slobodanom Kraljevićem i Goranom Žuvelom, budućim osvajačima odličja za Jugoslaviju na Europskom prvenstvu u Londonu 1974. godine. Veće rezultate nije postigao zbog toga što su savezni treneri zapostavljali hrvatske džudaše, a potom ga je i teška ozljeda (prijelom udova) udaljila od borilišta. Navodno je trebao s još nekolicinom hrvatskih džudaša nastupati i na Olimpijskim igrama u Moskvi 1980., Los Angelesu 1984. i Seulu 1988., u kategoriji do 78 kg.
Kad su formirani hrvatski džudaški klubovi te pri osnovnim i srednjim školama Centri za sportske i džudo-škole koji su se stalno usavršavali, među džudašima se isticao, uz Mladena Markača, još jedan budući general HV, Josip Lucić. Bio je Markač i poznati hrvač. Višestruki je prvak Hrvatske, Jugoslavije i Balkana u džudu.  Markač i Lucić su bili treneri u Akademskom džudo-klubu Mladost iz Zagreba. Markač je vodio najmlađe kategorije, a Josip Lucić dugo je godina vodio prvu momčad.

### Policijska karijera
Markač je u policiji od 1981. godine. U ondašnjem Republičkom sekretarijatu unutrašnjih poslova (RSUP-u) bio je instruktor borilačkih vještina pripadnicima Jedinice za posebne namjene. 
Nakon prvih višestranačkih izbora u Hrvatskoj 1990. sudjelovao je u stvaranju specijalnih policijskih jedinica. U rujnu 1990. imenovan je pomoćnikom zapovjednika Antiterorističke jedinice Lučko, a početkom 1991. godine je imenovan za zapovjednika te jedinice. 
Imao je ključnu ulogu i u vojno-redarstvenoj Operaciji Bljesak u svibnju 1995. godine. Sudjelovao je u mnogim ratnim operacijama, uključujući i Operaciju Oluja. Posebno zahtjevna i teška je bila zadaća njegove jedinice na Velebitu.

## Optužba za ratni zločin
Zbog sumnje da su jedinice pod njegovim zapovjedništvom počinile ratne zločine tokom "Oluje", Haaški sud je protiv njega podigao optužnicu. Stavio se na raspolaganje sudu. Od tzv. afere Vepar nalazio se u Haagu. Bio je pušten u Hrvatsku u kućni pritvor. 
Znajući kojom je logikom optužen, prijatelji su generalu Markaču poželjeli omogućiti neku razbibrigu prije odlaska na najmanje dvije godine u haaški pritvor. 29. prosinca 2007. godine zbog Afere Vepar kad su izašle slike zajedničke fotografije ministra policije Kirina i hrvatskog generala Markača u lovu, hrvatski ministar unutarnjih poslova Ivica Kirin bio je prisiljen dati neopozivu ostavku na ministarsko mjesto, jer je bio u lovu zajedno s Markačem koji je tada bio optuženikom za ratne zločine koji se nalazio u kućnom pritvoru. Markač je time prekršio pravila Haškog suda o kućnom pritvoru i zabrani udaljavanja iz mjesta prebivališta, čak i unatoč tome što je imao neposrednu policijsku pratnju (ministra policije Kirina) u trenutku napuštanja mjesta boravka. Dana 2. siječnja 2008. predsjednik Vlade prihvatio je ostavku ministra Ivice Kirina.
Haški sud je nepravomoćnom odlukom u prvostupanjskom procesu 15. travnja 2011. proglasio krivim Mladena Markača kao sudionika udruženog zločinačkog pothvata, te mu je bila određena kazna od 18 godina zatvora.
Žalbeno vijeće od petorice članova razmatralo je prvostupanjsku presudu. Dana 16. studenoga 2012. generali Markač i Gotovina oslobođeni su svih optužbi i pušteni na slobodu drugostupanjskom (pravomoćnom) presudom kojom je prvostupanjska osuđujuća presuda okarakterizirana kao nerazumna.
Nakon više godina zatvora, Ante Gotovina i Mladen Markač isti dan su izašli na ulice Haaga kao slobodni ljudi i poletjeli avionom prema Hrvatskoj. Vijest je u Hrvatskoj popraćena s oduševljenjem. Na gradskim se trgovima okupilo na dočeku više desetaka tisuća ljudi u Zagrebu, Splitu, Zadru, Osijeku, Đurđevcu i svim gradovima i mjestima diljem Hrvatske.
Novinar i publicist Mladen Pavković objavio je knjigu "Mladen Markač", 2012. (dva izdanja).

## Nagrade i priznanja
- - 2016.: Počasni građanin grada Bjelovara.[11]

## Vanjske poveznice
- Judoinside Mladen Markač

### Sestrinski projekti
|  | Zajednički poslužitelj ima još gradiva o temi Mladen Markač |
|  | Wikicitati imaju zbirke citata o temi Mladen Markač         |